# 拉希德·卡拉米國際會展中心
拉希德·卡拉米國際會展中心（英語：Rachid Karami International Fair）為一處位於黎巴嫩北部的黎波里之展覽館園區，在的黎波里歷史中心和艾爾米納港口之間，占地72公頃，園區主樓為一個巨大帶頂棚的大展覽館，尺寸為640公尺乘以70公尺，由上方俯視形狀類似回力镖。
「拉希德·卡拉米國際會展中心」以曾任黎巴嫩总理的拉希德·卡拉米（阿拉伯语：‎）為名，由巴西建築師奧斯卡·尼邁耶於1962年設計，為1960年代黎巴嫩現代化政策的旗艦項目。會展中心的設計可提供靈活的空間配置，供廠商設置各類型展覽。此建築為奧斯卡·尼邁耶與黎巴嫩當地工程師之間，密切合作交流的卓越典範。就規模和形式表達的豐富性而言，它是近東地區20世紀现代主义建筑的主要代表作之一。
1975－1990年黎巴嫩內戰造成該項目施工中斷，之後持續不斷的動亂使得建築物持續毀損。由於缺乏資金，建築的保護狀況令人擔憂。2023年1月，世界遺產委員會將其列入《世界遺產名錄》與《濒危世界遗产名录》，以期望獲得國際各方面的技術和財政援助。

## 歷史沿革

### 計畫構想
1950年代末期，在福阿德·謝哈布擔任黎巴嫩总统期間，黎巴嫩推行現代化政策，以縮小首都贝鲁特與其他地區的發展差距，該政策的一個重要項目為將該國北部的的黎波里轉變為經濟中心。當時周邊幾個阿拉伯國家的城市，如叙利亚大马士革、伊拉克巴格达等紛紛設置國際會展中心以提振商業活動，在這樣的背景下黎巴嫩決定在的黎波里設置國際會展中心。此倡議由出生於的黎波里地區的總理拉希德·卡拉米推動，並於1959年獲得政府批准。:9-13
黎巴嫩政府開始物色世界知名建築師來設計該項目，在巴西駐黎巴嫩大使的協助下，聯繫了聲譽卓著的巴西建築師奧斯卡·尼邁耶，當時尼邁耶因擔任巴西新首都巴西利亚的主要設計師而受到各界矚目。尼邁耶於1962年7月抵達的黎波里，在此經過實地勘查並擬定初步計畫，於同年9月與卡拉米一起召開記者會公布開發計畫。
尼邁耶當時在建築期刊上發表他的計畫，原先他表示不喜歡在沒有進行初步研究的情況下選定場址，且他較偏好設在海邊。但最後他還是依據現有條件調整了計畫。尼邁耶選定的位置在的黎波里歷史中心和艾爾米納港口之間，他並規劃該項目周圍的區域，以達到景觀的一致性。尼邁耶認為，的黎波里為人口稠密的歷史古城，此項目的建設，將成為改善的黎波里整體城市空間的機會。除了國際會展中心之外，周邊還有一些與會展沒有直接關係的大型開放空間與設施，這些將隨著時間的推移，提供都市居民在宗教目的之外的公眾集會空間。這將促成原先經濟目的以外的「社會現代化」。此外，這個項目的設計與過去常見的會展中心不同，有多個小型獨立的展覽館，中央有一個很大的主展覽館，形狀類似回力镖:28-34。整個個項目強調一致性與和諧性，其設計靈感來自於巴西利亞的試點項目:9-13。

### 動亂造成破壞
園區工程的奠基儀式於1963年10月1日舉行，但主要工程到了1967年才陸續展開。雖然預算困難而導致項目進度緩慢，但在1975年工程已接近竣工，此時卻爆發黎巴嫩內戰，工程完全停頓。內戰期間由於此地靠近的黎波里主要交通要道，因此成為重要的戰略據點。此地在各方勢力爭奪中多次易手，甚至有一段時間成為敘利亞武裝部隊的總部。戰爭期間幾乎破壞了園區內所有的設備，部分建築結構也有受到損傷。1990年黎巴嫩內戰結束，該會展中心以1987年被暗殺的拉希德·卡拉米命名。
在黎巴嫩內戰結束之後，當局在1993年與1997年兩度對於該建築群進行翻新，此次工程並沒有與建築師尼邁耶協商。翻新工程將部分建築的外觀與用途進行變更，一個集合住宅並改造成為酒店:28-34。2001年，黎巴嫩政府提出改造計畫，希望將此地改造成「中東迪士尼樂園」，但受到公眾反對；特別是在2006年時，此地點被世界建築文物保護基金會列入紀念建築物監控名單，使得當局放棄此計畫。隨後，一連串的動亂包括2006年以黎衝突、2007年黎巴嫩武装冲突，以及從2011年開始的叙利亚内战打亂了園區內建築群的修復計畫。儘管當局並未正式核准該建築群的總體修復計畫，但實際上部分區域在整修後已開始使用，包括露天劇場與會展中心的主樓南側:28-34。

### 保護工作啟動
2018年，黎巴嫩將會展中心列入世界遺產的預備名單。蓋蒂基金會提供了一筆贈款，並與聯合國教科文組織合作，規劃此處的綜合修復計畫。2019年，黎巴嫩政府啟動「知識與創新中心」計畫，目的為促進的黎波里打造高科技產業，以改善經濟狀況。政府與國際建築和保護機構合作，發起會展中心的國際招標作業，以保護現有建築與尼邁耶的原始設計。招標作業已經完成，但黎巴嫩爆發金融危機使得該計畫停滯不前。2022年3月，黎巴嫩議會通過了一項法律，允許按照聯合國教科文組織的標準對該地點進行保護:28-56。

## 設施
整個園區略呈橢圓形，占地72公頃。主要園區長約800公尺，寬約500公尺，內部以大型展覽館為中心，周圍圍繞其他的建築、倒影池和開放空間。:28-34

### 入口
正門位於園區的南側，入口有一個大廣場，廣場盡頭有一座门廊，門廊右側有數支旗桿可供懸掛旗幟。門廊的造型為一座寬闊的頂棚，下方有數根支柱支撐。訪客站在大廣場上，視線可以穿過門廊看到後方的一些建築。門廊具有供大眾通行之主要入口的意象，尼邁耶的構想為透過其跨度的比例和寬度來表達當代建築，並在細節上添加黎巴嫩的阿拉伯傳統特色。門廊前方左側為售票處，其所在位置刻意將地面凹下，遠處觀望售票處僅頂部一小段可看到，以免擋到門廊，讓訪客可以看到門廊的整體景觀。:17

### 大展覽館
根據尼邁耶的規劃，園區以大展覽館為中心，其他建築圍繞大展覽館周圍。大展覽館以混凝土建成，中心為是一個拱形，並向兩側直線展開，由上方俯視形狀類似回力镖。結構上以兩排混凝土支柱加上外部梁加固，以支撐其屋頂。大展覽館全長640公尺（其中拱形部分長300公尺，兩側直線部分各170公尺），寬70公尺，高6公尺。1990年代，建築南側進行改造，在混凝土柱間加設玻璃幕牆，打造出數個封閉空間，用於小型展覽和會議。而建築北側一直被忽視，其狀況已經惡化至需要進行重大整建，才能保持建築不致於傾倒。:19

### 黎巴嫩館
黎巴嫩館為大展覽館南端的一座方形建築，被倒影池圍繞，通過一座混凝土橋進出。目前該建築僅剩骨架與屋頂。原先設計是一座鋼構玻璃外牆所構成的空間，周圍並有迴廊。該建築與尼邁耶同時設計的另一座建築：巴西外交部的駐地——位於巴西利亚的伊塔馬拉蒂宮概念相似，但黎巴嫩館的牆面由多個半圓形拱門組成，與伊塔馬拉蒂宮的外觀造型不同。另外黎巴嫩館採用的尖拱造型為伊斯蘭建築的特徵。
該建築原先打算做為「黎巴嫩博物館」，在1975年該項目停止施工前已接近完工，但此後一直沒有得到維護，鋼材結構已生鏽，整棟建築除了骨架之外所有物品已被盜取一空。:21

### 倒影池
園區內設計有多座水池，這些水池大部分為矩形，有一些建築被水池圍繞，在水池中可以看到建築的倒影，並營造出這些建築漂浮在水面上的錯覺。這些水池在1990年代有經過整修，但在2010年代之後逐漸劣化，部分混凝土剝落，也沒有水注入這些水池。下雨時池子內有部分積水，但與尼邁耶當初設計建築漂浮在水面上的感覺仍有很大差距。:20

### 實驗劇場
實驗劇場為一座圓頂混凝土結構建築，內部設有1,000個座位，劇場中央有一個圓形舞台。尼邁耶希望它成為一個呈現多種風格的「實驗劇場」。這座建築的風格類似其他尼邁耶的設計，包括位於巴黎的法国共产党总部的會議廳，以及位於巴西利亚的霍內斯蒂諾·吉馬良斯國家博物館。1975年停止施工時外部結構已完成，但內部尚未完工。由於缺乏維護，內部鋼構與混凝土已嚴重劣化:21-22。

### 金字塔形展覽館
金字塔形展覽館在大展覽館東側，底座為八角形，牆面向上逐漸縮小聚攏，整座建築外觀為金字塔形。其確切用途並不清楚，但可能是為兒童活動而設計。目前此展覽館因疏於維護，部分建築可能有崩塌的風險。:22

### 太空博物館和直升機停機坪
園區中央有一座位於地下的建築，規劃作為太空博物館。尼邁耶受到當代美国與苏联太空競賽的影響，想在他的項目中創造一個專門用於與太空相關的展覽空間。在此建築物的屋頂上有一個圓盤型的結構，由一根向上延伸的中央混凝土柱支撐，其作為直升機停機坪之用。現階段地下博物館內長期積水，原來內部的許多物品已被洗劫一空，建築物結構也已經有相當程度的劣化。:23

### 露天劇場和拱門
太空博物館旁邊有一座水池，水池上方有一座橋，橋的一端上方有一座巨大的混凝土拱門，其造型類似美國聖路易的圣路易斯拱门，但規模較小。橋的另一端通往露天劇場。舞台前方在階梯上設置600個座位，舞台後方設置一個弧形混凝土牆以改善音響效果。2016年露天劇場部分地區坍塌，因有安全疑慮而暫停對公眾開放。:24

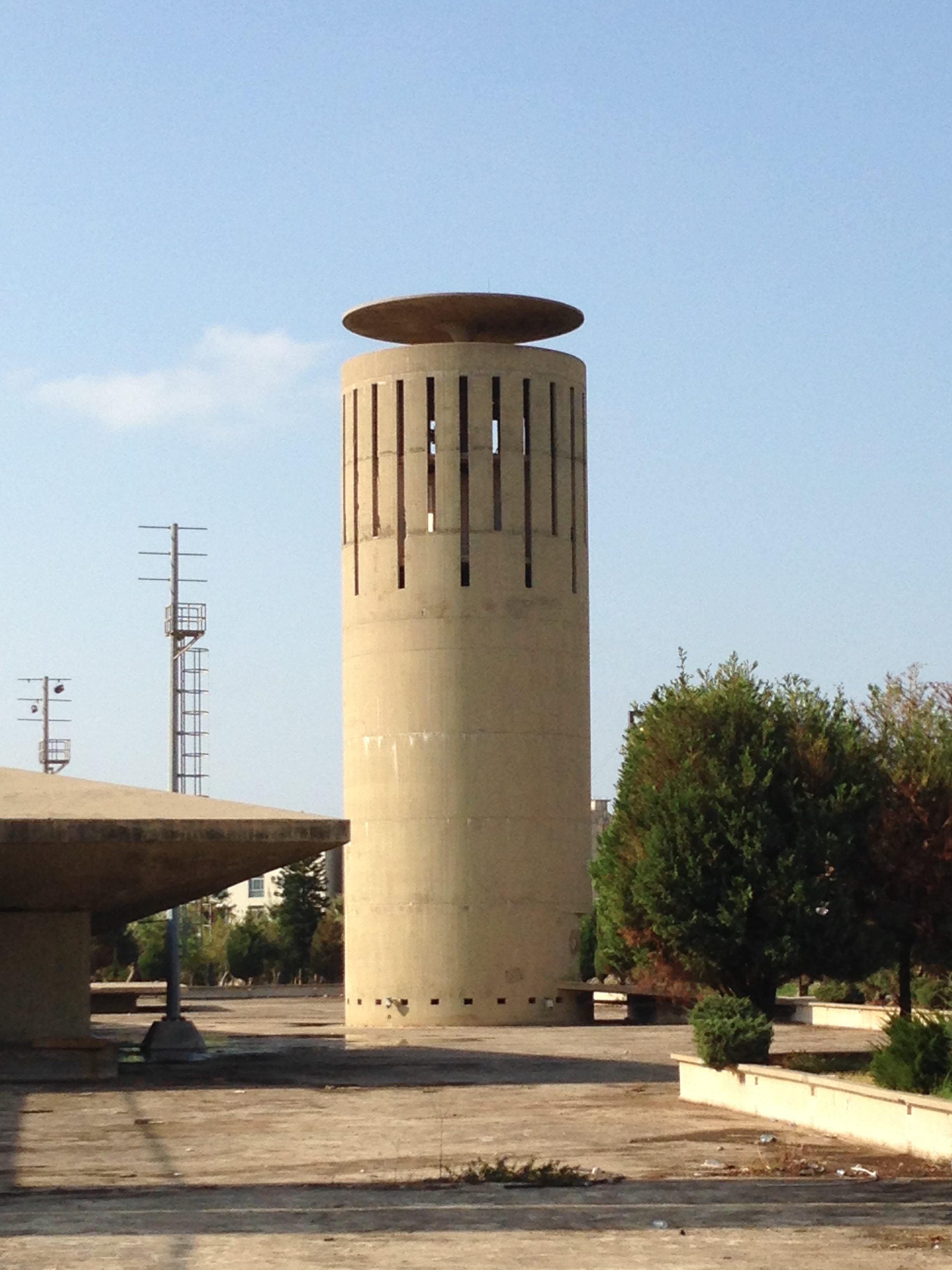
圓柱形塔樓

### 圓柱形塔樓
露天劇場旁邊有一座圓柱形塔樓，塔樓頂部有一個圓盤型結構，在塔樓的頂樓原先規劃作為餐廳，有觀景窗可以看到園區內的建築，以及的黎波里部分區域的景觀。該建築維護狀況不佳，部分區域有坍塌風險，及於安全因素此建築已封閉無法進入。:23

### 招待所（木匠工坊）
在大展覽館西南側，尼邁耶設計有一座招待所，內有14間客房、以及接待室、休息室、餐廳等，以作為招待貴賓之用。此建築僅有一層樓高，建築中央有一座阿拉伯風格的庭院（阿拉伯语：‎，羅馬化：ḥūš）。:18
在黎巴嫩內戰結束後，該建築已大致竣工但並未啟用，多年之後建築保存狀況不佳。2016年在歐盟的資助下，對此棟建築進行翻新工程，保留其建築特色但賦予新的用途：木匠工坊。項目名稱為「Minjara」（阿拉伯语：‎，羅馬化：minjara，中文意思「刨子」）。的黎波里木工行業有悠久歷史，但在20世紀後期逐漸沒落。此項目為提供一個場域，提供當地木匠作為工作區，並在此地可以銷售他們的作品。該改造工程於2018年完成，2022年此老屋再生之翻新工程項目獲得阿卡汗建筑奖。

### 開放空間
在園區中有有許多開放空間規畫為綠地，在園區設計之初有規劃一座具熱帶風格的花園，景觀設計由巴西人羅伯托·博雷拉·馬爾克斯（Roberto Borella Marquez）負責。黎巴嫩內戰後，園區內大部分綠地繼續得到維護和灌溉，但原先規劃的熱帶風格花園已完全廢棄。:26

## 世界遺產登錄
2023年1月，在黎巴嫩金融危機與建築群狀況持續惡化之下，在世界遺產委員會的一次特別會議上，將其列入《世界遺產名錄》與《濒危世界遗产名录》，期望獲得國際各方面的技術和財政援助。
世界遺產委員會指出，此園區代表了阿拉伯世界现代主义建筑的獨特性典範，特別是其規模龐大；融入伊斯蘭建築與傳統黎巴嫩建築元素，影響了之後黎巴嫩的建築；其代表阿拉伯世界紛紛投入興建國際博覽館的現象，以作為加強民族主義和融入全球現代化的工具。與過去的展覽會場相比，它的獨特之處在於它試圖以更廣泛的方式影響城市空間。事實上，儘管它的保存狀況不斷惡化，但建築物的骨架和建築群中的其他元素仍保存完好，仍足以看見尼邁耶最初的規劃。
该世界遗产被认为满足世界遺產登錄基準中的以下基準而予以登錄：
- （ii）在某期间或某种文化圈里对建筑、技术、纪念性艺术、城镇规划、景观设计之发展有巨大影响，促进人类价值的交流。
- （iv）关于呈现人类历史重要阶段的建筑类型，或者建筑及技术的组合，或者景观上的卓越典范。[1]

| 世界遺產編號 | 名稱                                | 所在地                | 保護範圍 | 緩衝範圍 |
| ------------ | ----------------------------------- | --------------------- | -------- | -------- |
| 1702         | 拉希德·卡拉米國際會展中心－的黎波里 | 34°26'16"N 35°49'27"E | 72公頃   |          |

## 影響
從1960年代尼邁耶規劃該園區開始，此項目對於黎巴嫩的建築產生了重大影響。當時黎巴嫩的建築師主要受到法國建築装饰风艺术的影響。尼邁耶此規劃案對當地建築師帶來啟發，並開始關注尼邁耶其他建築案，以及巴西的現代建築，認為這更適合黎巴嫩的氣候和環境條件。:28-34
該項目的建設實際上是當時在黎巴嫩最複雜的工程項目，需要當地建築公司配合。他們必須使用先進的工程技術，以建造尼邁耶設計的複雜結構。此工程使得黎巴嫩的建築行業技術能力提升，並對於周邊其他阿拉伯國家的建築行業產生正向影響。:35-56
尼邁耶本人則在此設計案後獲得了一些新靈感，實現於1960年後期在阿尔及利亚的其他設計案:35-56。但在尼邁耶後來的著作中提到該設計案的次數不多。似乎尼邁耶當時僅將此案視為一個有潛力的項目，而未當成是他自己職業生涯的代表作。